# The Protégé
The Protégé es una película estadounidense de suspenso y acción de 2021 dirigida por Martin Campbell, escrita por Richard Wenk y protagonizada por Michael Keaton, Maggie Q y Samuel L. Jackson. El resto del reparto incluye a Patrick Malahide, David Rintoul, Ori Pfeffer, Ray Fearon, Caroline Loncq y Robert Patrick. La película fue estrenada el 20 de agosto de 2021 por Lionsgate.

## Trama
Anna es una asesina criada por Moody que la descubrió después de una masacre en Da Nang, donde mató a cuatro hombres que la habían secuestrado. Durante años, atravesaron el mundo y completaron contratos de alto perfil[cita requerida] instalándose en Inglaterra, donde ella tiene una tienda de libros raros y él vive en una casa solariega. Se encuentra por primera vez con Rembrandt en su tienda cuando entra con el pretexto de comprar un regalo. 
En la actualidad, Anna y Moody matan a un jefe de la mafia rumana tomando a su hijo como rehén y usándolo como cebo. Anna y Moody celebran su cumpleaños, donde él le da una idea de una persona sobre la que está tratando de encontrar información. En los días siguientes, Moody y cualquiera que Anna contactara para obtener información sobre la persona que buscaba Moody es brutalmente asesinado. Anna busca venganza después de encontrar a sus contactos asesinados y su tienda es atacada por asesinos. Ella cree que un objetivo de asesinato del pasado de Moody en Vietnam, Edward Hayes, tiene una conexión con su muerte y el individuo que Moody estaba buscando. Mientras está allí, se entera de que la persona que buscaba Moody era el hijo de Edward Hayes. Tiene una discapacidad mental, pero está bien cuidado en una instalación que tiene un benefactor adinerado que proporciona el dinero necesario para su cuidado. Anna también se entera de Vohl, el socio de Edward Hayes que se hizo cargo de la empresa después de la muerte de Hayes. Ella establece una reunión con Vohl, pero Duquet, el abogado de Vohl, lo mata para evitar que Vohl divulgue cualquier información a Anna. Anna ataca a Duquet y es capturada después de una persecución. Duquet la tortura para ver por qué está detrás del hijo de Edward. Rembrandt visita a Anna en la celda y dice que él, como Duquet, trabaja para la misma persona, pero dice que sus métodos son ajenos a ellos y que no estuvo involucrado en el tiroteo en la biblioteca. Después de que Duquet se va, la pandilla va a su celda e intenta colgarla, pero ella los derrota y escapa. Rembrandt culpa a Duquet y sus duros métodos por su escape. 
Después de una cena entre Rembrandt y Anna, Rembrandt se mete en una pelea callejera con matones locales contratados por Duquet, pero sobrevive. Mientras tanto, Anna mata a Duquet. Rembrandt llega y ve que Duquet fue ahorcado. Sin darse cuenta de Anna, ella lo embosca y pelea con él, pero al final, deciden tener sexo. Mientras caminaba por la calle, Anna recibe un disparo de uno de los hombres de Duquet, pero Moody la rescata. Moody le revela que fingió su muerte al disfrazar a su intento de asesino como él mismo y le disparó a su atacante en la cara para que no pudiera ser identificado.
Se revela que Edward Hayes está vivo. Planea celebrar un banquete y toma precauciones extremas para evitar cualquier intrusión. Esto implica examinar a todo el personal con brazaletes de identificación y una habitación segura en un búnker al que pueda escapar. Anna se disfraza de camarera, pero Rembrandt la descubre cuando ve que no tiene un brazalete de personal. Anna intenta dispararle a Edward, pero Rembrandt la detiene y los tiros fallidos causan pánico en el salón de baile. Anna escapa durante el caos resultante, pero Rembrandt la sigue. Hayes es trasladado a su habitación segura, pero Moody se había infiltrado en ella antes de los disturbios. Edward revela que fingió su muerte para proteger a su hijo de personas que le harían daño al atacar a su familia. Moody no está convencido por todas las fechorías en las que Edward ha participado durante décadas desde que fingió su muerte. Durante este intercambio, Anna es perseguida por Rembrandt, pero escapa del banquete después de que Moody detona una bomba en el búnker, matándose a él y a Edward.
En un flashback, Anna es testigo de la decapitación de su madre y de los disparos de su padre y sus hermanas por una pandilla local. Anna es capturada y llevada por la pandilla a su base, la ubicación que se muestra al comienzo de la película. El líder de la pandilla ensambla una de las dos pistolas desmontadas que están sobre una mesa mientras la joven Anna observa y memoriza los pasos. El líder de la mafia sale brevemente de la habitación. Cuando regresa, Anna mata al grupo después de armar la segunda pistola.
La película vuelve a Rembrandt, quien recibe un mensaje de texto de Anna. Va a las coordenadas dadas en el mensaje de texto y encuentra a Anna. Se apuntan con sus armas y se escuchan dos disparos; se puede ver a Anna saliendo del lugar.

## Reparto
- Maggie Q como Anna Dutton
- Eva Nguyen Thorsen como la joven Anna Dutton
- Samuel L. Jackson como Moody Dutton
- Michael Keaton como Michael Rembrandt
- Robert Patrick como Billy Boy
- Patrick Malahide como Vohl
- David Rintoul como Edward Hayes
- Ori Pfeffer como Atenas
- Ray Fearon como Duquet
- Caroline Loncg como Claudia
- Florin Piersic Jr. como Ram[3]
- Tudor Chirilă como Petru
- Velizar Binev como Don Preda
- George Piștereanu como Vali[4]
- Alexandru Bordea como el padre de Anna
- Tanja Keller como la madre de Anna

## Producción
En octubre de 2017, se anunció que Gong Li se había unido al elenco de la película, entonces titulada Ana, con Martin Campbell dirigiendo un guion de Richard Wenk. En noviembre de 2019, se anunció que Michael Keaton, Samuel L. Jackson y Maggie Q se habían unido a la película.
La fotografía principal comenzó en enero de 2020 bajo el título The Asset. El rodaje tuvo lugar en Bucarest, Londres y Da Nang.

## Estreno
La película fue estrenada en cines el 20 de agosto de 2021 por Lionsgate. Anteriormente, estaba programada para ser estrenada el 23 de abril de 2021.